# Кен Лоуч
Кен Лоуч (англ. Ken Loach, повне ім'я Kenneth Loach; нар.17 червня 1936) — британський кінорежисер, представник європейського гостросоціального кіно. Двічі володар «Золотої пальмової гілки» Каннського кінофестивалю за фільми «Вітер, що гойдає верес» (2006) та «Я, Деніел Блейк» (2016).

## Біографія
Кеннет Лоуч народився 17 червня 1936 року в місті Нанітон, Велика Британія, в сім'ї шахтаря. Під час навчання в Оксфорді записався в клуб експериментального театру. З 1961 р. знімав для Бі-бі-сі документальний телесеріал про життя бездомних, який отримав величезний суспільний резонанс.
У 1968 р. на екрани виходить перший повнометражний фільм Лоуча — «Бідна корова» з Теренс Стамп у головній ролі. Для цього кінодебюту характерно поєднання формальної витонченості в дусі французької «нової хвилі» з приземленностью, яку кінокритики прозвали «реалізмом кухонної раковини». Представником цього напрямку, поряд з Майком Лі, Кен Лоуч залишався впродовж всього свого творчого шляху. Він завжди уникав перетинань з Голлівудом, слідуючи традиції соціального реалізму, прищепленої британському кіно Джоном Шлезінгером.
Піком ранньої творчості Лоуча був фільм «Кес» (1969), який Британський інститут кіно відніс за підсумками XX століття до найкращих звершень національного кінематографа. Після довгих років відносного забуття Лоуч знову привернув до себе увагу картиною «За завісою секретності» (1990), удостоєної призу журі Каннського фестивалю. Її тема — ірландський сепаратизм. Фільм «Сонечко, Полети на небо», що вийшов в 1995 році, отримав не менш високу оцінку на Берлінському фестивалі. У 2003 р. Кен Лоуч був удостоєний мистецької премії імператора Японії.

## Політична діяльність
Член лейбористської партії Великої Британії з початку 1960-х, Лоуч покинув партію в середині 1990-х. У листопаді 2004, він був обраний до національна рада коаліції Respect. Від цієї партії він балотувався на виборах до Європейського парламенту. Лоуч підтримує організацію Соціалістичне Опір (Socialist Resistance). Крім того, він підтримує пропалестинських Кампанію бойкоту держави Ізраїль (PACBI; Palestinian Campaign for the Academic and Cultural Boycott of Israel), підтриману багатьма інтелектуалами в палестинському цивільному суспільстві, включаючи письменників, кіновиробників, студентів, членів профспілок і груп захисту прав людини. PACBI — в свою чергу частина більш широкого глобального міжнародного руху: Boycott, Divestment and Sanctions (BDS), Бойкот, Викриття і Санкції (BDS), яке виступає проти дій Ізраїлю.
У 2007 він був одним зі ста з гаком художників і письменників, які підписали відкритий лист, ініційоване організаціями Queers Undermining Israeli Terrorism і South West Asian, North African Bay Area Queers, і в якому вони закликали Frameline Film Festival-Міжнародний кінофестиваль в Сан-Франциско, «прислухатися до закликів до економічного та політичного бойкоту ізраїльських політичних і культурних установ, відмовившись від ізраїльського субсидування кінофестивалю і спільного з ізраїльським консульством спонсорування будь-яких проектів», він також приєднався «до 54 х представників літератури та культури з різних країн» в підписанні листа, де йшлося про «святкування 60-річного ювілею Ізраїлю, еквівалентно танцю на палестинських могилах під мелодію депортацій та багатогранної несправедливості». Лист було видано в «International Herald Tribune» 8 травня 2008. Коментуючи репортажі про зростання антисемітизму з початку війни в Секторі Газа, репортажі він назвав «червоний оселедець» (англ. red herring ідіома — відволікаючий маневр) і сказав: «Якщо і було зростання антисемітизму, то я і не здивований. Фактично, це абсолютно зрозуміло, тому що Ізраїль сам підживлює антисемітизм. „Він додав, що“ ніхто не може потурати насильству».
У травні 2009, організатори EIFF, Міжнародного Кінофестивалю в Единбурзі, повернули грант у розмірі 300 £ ізраїльському Посольству після розмови з Лоучем. Директор підтримував бойкот фестивалю, на прохання PACBI.
У відповіді, колишній керівник англійської каналу 4 Джеремі Ісаакс, описав втручання Лоуча як акт цензури, і сказав: «Вони не повинні дозволяти кому-то, у кого немає ніякого реального становища, ніякої сили, втрутитися в їхні програми». Пізніше, представник EIFF сказав, що, хоча він повернув 300 £ ізраїльському Посольству, сам фестиваль фінансує приїзд в Единбург ізраїльського кіновиробника, Tali Shalom-Ezer's з його власного, тобто фестивального, бюджету. У відкритому листі пані Шелом Езер, Кен Лоуч написав "З самого початку, Ізраїль і його прихильники представляли своїх критиків як антисемітів або расистів. Це — тактика, щоб підірвати раціональні дебати. Хочу бути абсолютно зрозумілим: як кіновиробник Ви отримаєте теплий прийом в Единбурзі, Ви не будете піддані цензурі або відхилені, опозиція була до грошей узятих Фестивалем від ізраїльської держави.
У червні 2009, Лоуч, Пол Леверті (автор сценарію) і Ребекка О'Брайен (виробник) відмовилися показати їхній фільм «У пошуках Еріка» (Looking For Eric) на Мельбурнському Міжнародному Кінофестивалі, де ізраїльське Посольство — спонсор, після того, як фестиваль не відмовився від субсидування. Керівник фестивалю, Річард Мур, порівняв тактику Лоуча, з шантажем, заявляючи, що «ми не будемо брати участь у бойкоті проти держави Ізраїлю, так само, як ми не збираємося бойкотувати фільми з Китаю або інших націй, залучених у важкі давні історичні суперечки». Австралійський законодавець Майкл Денбі також розкритикував Лоуча, заявивши, що "у ізраїльтян і австралійців завжди було багато спільного, включаючи презирство до дратівливим британським претензіями на культурну перевагу. Мельбурн — зовсім інше місце ніж Лондоністан.
Лоуч, Леверті і О'Брайен згодом написали що: «Ми відчуваємо обов'язок приймати пораду від тих людей які живуть на окупованих територіях. Ми також просимо інших кіновиробників і акторів, запрошених на фестивалі перевіряти чи не є ізраїльське держава їх спонсором, і якщо так, оголосити бойкот — наша мета не Ізраїльські кіновиробники, а Державу. У великому масштабі це — крихітний внесок, але це зростаючий рух, і приклад Південної Африки має надати нам мужності».
Лоуч також підписав відкритий лист, опублікований у британській газеті «Гардіан» 23 лютого 2009, в т. зв. «Всесвітній день Чечні», в якому різко критикував поточне положення справ в цій республіці і містився заклик до президента Росії Д. А. Медведєву сприяти «справжнього політичного врегулювання» там, досяжному тільки через проведення «вільних і чесних виборів».
Лоуч — патрон декількох благодійних установ, включаючи Doorway, організації для бездомних в його рідному місті Нанітон і Наркотики і Бездомність (Drugs and Homeless Initiative (DHI)) в Баті. разом з Джоном Пілджером і Jemima Khan, Кен Лоуч був серед тих шести чоловік у суді, які запропонували підписати поручительство для Джуліана Ассанджа, коли той був арештований в Лондоні 7 грудня 2010.
У 2018 підтримав українського режисера Олега Сенцова, незаконно ув'язненого у Росії

## Фільмографія
- 1967 — Бідна корова / Poor Cow
- 1969 — Кес / Kes
- 1971 — / The Save the Children Fund Film (короткометражний)
- 1971 — Сімейне життя / Family Life
- 1979 — Чорний Джек / Black Jack
- 1980 — Єгер / The Gamekeeper
- 1981 — Погляди та усмішки / Looks and Smiles
- 1984 — Ти на чиєму боці? / Which Side Are You On?
- 1986 — Земля батьків / Fatherland
- 1990 — Ріфф-Рафф / Riff-Raff
- 1990 — Таємний план (За завісою секретності) / Hidden Agenda
- 1993 — Град каміння / Raining Stones
- 1994 — Сонечко, Полети на небо / Ladybird Ladybird
- 1995 — / A Contemporary Case for Common Ownership (короткометражний, документальний)
- 1995 — Земля і свобода / Land and Freedom
- 1996 — Пісня Карли / Carla's Song
- 1997 — Мерехтливе полум'я / The Flickering Flame
- 1998 — Мене звуть Джо / My Name Is Joe
- 2000 — Хліб і троянди / Bread and Roses
- 2001 — Навігатори / The Navigators
- 2002 — Милі шістнадцять років / Sweet Sixteen
- 2002 — 11 вересня (епізод «Велика Британія») / 11'09 "01 — September 11 (segment United Kingdom)
- 2004 — Прощальний поцілунок / Ae Fond Kiss …
- 2005 — Квиток на поїзд (епізод) / Tickets (segment)
- 2006 — Вітер, що гойдає верес / The Wind That Shakes the Barley
- 2007 — Це вільний світ / It's a free world!
- 2007 — У кожного своє кіно / Chacun son cinéma — епізод «Хепі-енд»
- 2009 — У пошуках Еріка / Looking for Eric
- 2010 — Ірландський маршрут / Route Irish
- 2012 — Частка ангелів / The Angels' Share
- 2013 — Дух 45-го / The Spirit of '45
- 2014 — Зал Джиммі / Jimmy's Hall
- 2016 — Я, Деніел Блейк / I, Daniel Blake
- 2019 — Вас не було на місці / Sorry We Missed You